# Evodi
Evodi, en llatí Evodius, fou bisbe d'Uzalis al segle iv. Va néixer a Tagaste, la mateixa ciutat que Agustí d'Hipona amb qui va mantenir una llarga amistat durant la seva vida.
Després d'haver exercit la professió d'agens in rebus, una mena d'enviat executiu dels emperadors, cap a l'any 396 o 397 fou nomenat bisbe d'Uzalis, ciutat propera a Útica, on la tradició diu que va fer miracles amb l'ajut de les relíquies d'Esteve màrtir, relíquies que havia aconseguit de Pau Orosi que les havia portat de Palestina el 416. Va participar en les lluites teològiques contra donatistes i pelagians.
El 427 va escriure una carta als monjos d'Adrumetum sobre la qüestió d'aquestes heretgies. Més tard desapareix de la història i no es coneix la data de la seva mort.
Les seves obres conegudes són:
- Quatre cartes a Sant Agustí
- Una carta escrita junt amb altres quatre bisbes al Papa Innocenci I.
- Fragments d'una carta als monjos d'Adrumetum
- Un tractat sobre miracles (que no es conserva) que li adjudica Sigibert de Gembloux.
- De fide seu De unitate Trinitatis contra Manichaeos, que alguns, com ara Erasme, consideren obra d'Agustí i altres d'Evodi.[1]